# Mapanas
Mapanas is een gemeente in de Filipijnse provincie Northern Samar op het eiland Samar. Bij de laatste census in 2007 had de gemeente ruim 12 duizend inwoners.

## Geografie

### Bestuurlijke indeling
Mapanas is onderverdeeld in de volgende 13 barangays:
| - Burgos - Jubasan - Magsaysay - Magtaon - Del Norte - Del Sur - Quezon | - San Jose - Siljagon - Naparasan - E. Laodenio - Manaybanay - Santa Potenciana |

## Demografie
Mapanas had bij de census van 2007 een inwoneraantal van 12.221 mensen. Dit zijn 1.070 mensen (9,6%) meer dan bij de vorige census van 2000. De gemiddelde jaarlijkse groei komt daarmee uit op 1,27%, hetgeen lager is dan het landelijk jaarlijks gemiddelde over deze periode (2,04%). Vergeleken met de census van 1995 is het aantal mensen met 2.844 (30,3%) toegenomen.

De bevolkingsdichtheid van Mapanas was ten tijde van de laatste census, met 12.221 inwoners op 117,85 km², 103,7 mensen per km².